# Petro Cealîi
Petro Cealîi (în ucraineană Петро Федорович Чалий; n. 29 martie 1944, Vinița, RSS Ucraineană, URSS) este un diplomat ucrainean, ambasador extraordinar și plenipotențiar al Ucrainei în Republica Moldova în perioada 2000–2007.

## Literatură
- В. М. Матвієнко. Чалий Петро Федорович // Українська дипломатична енциклопедія : у 2 т. / Л. В. Губерський (голова). — Kiev : Знання України, 2004. — Т. 2 : М — Я. — 812 p. — ISBN: 966-316-045-4